# Karin vid stranden
Karin vid stranden är en akvarell av Carl Larsson från 1908.
Målningen avbildar Carl Larssons fru Karin, född Bergöö, i trädgården utanför hemmet Lilla Hyttnäs vid Sundbornsån i Sundborn i Dalarna, en solig förhöstdag.
Akvarellen reproducerades i Carl Larssons Åt solsidan: en bok om boningsrum, om barn, om dig, om blommor, om allt: taflor och prat, som gavs ut 1910. Den innehåller reproduktioner av 32 målningar med text.
| ”              | Här syns Lisbeth, nyss kommen tillbaka från England, nyuppriggad i tailor-made klänning med tillhörande hattskrålla. Hon sitter i min gamla otäta båt och låtsas meta. Låt inte lura er, det är inte omedelbart taget efter naturen, hon sitter bara modell. Jag satt på bryggan, eftermiddagssolen sken så behagligt, och lagom varmt ... och jag var så innerligt glad åt att åter ha min älskade flickunge hemma igen. På andra sidan tavlan går Karin längs strandrabatten och tittar melankoliskt på höstens allra sista blommor. Natten därpå frös de bort. | „ |
| – Carl Larsson | |   |

## Proveniens
Målningen köptes av Malmö stad på Baltiska utställningen 1914.